# Unterschleißheim
Unterschleißheim (en français : « Schleissheim-le-bas », nom utilisé pour la différencier de sa voisine Oberschleißheim, c'est-à-dire « Schleissheim-le-haut ») est une ville allemande située en Bavière à 17 km au nord de la ville de Munich.
Unterschleißheim abrite le siège social d’Adobe Systems, le siège de Cassidian (une des quatre filiales d'EADS) ainsi que le siège de la filiale Microsoft pour l’Allemagne et l’Europe de l'Est.

## Quartiers
Unterschleißheim est composé de six quartiers.

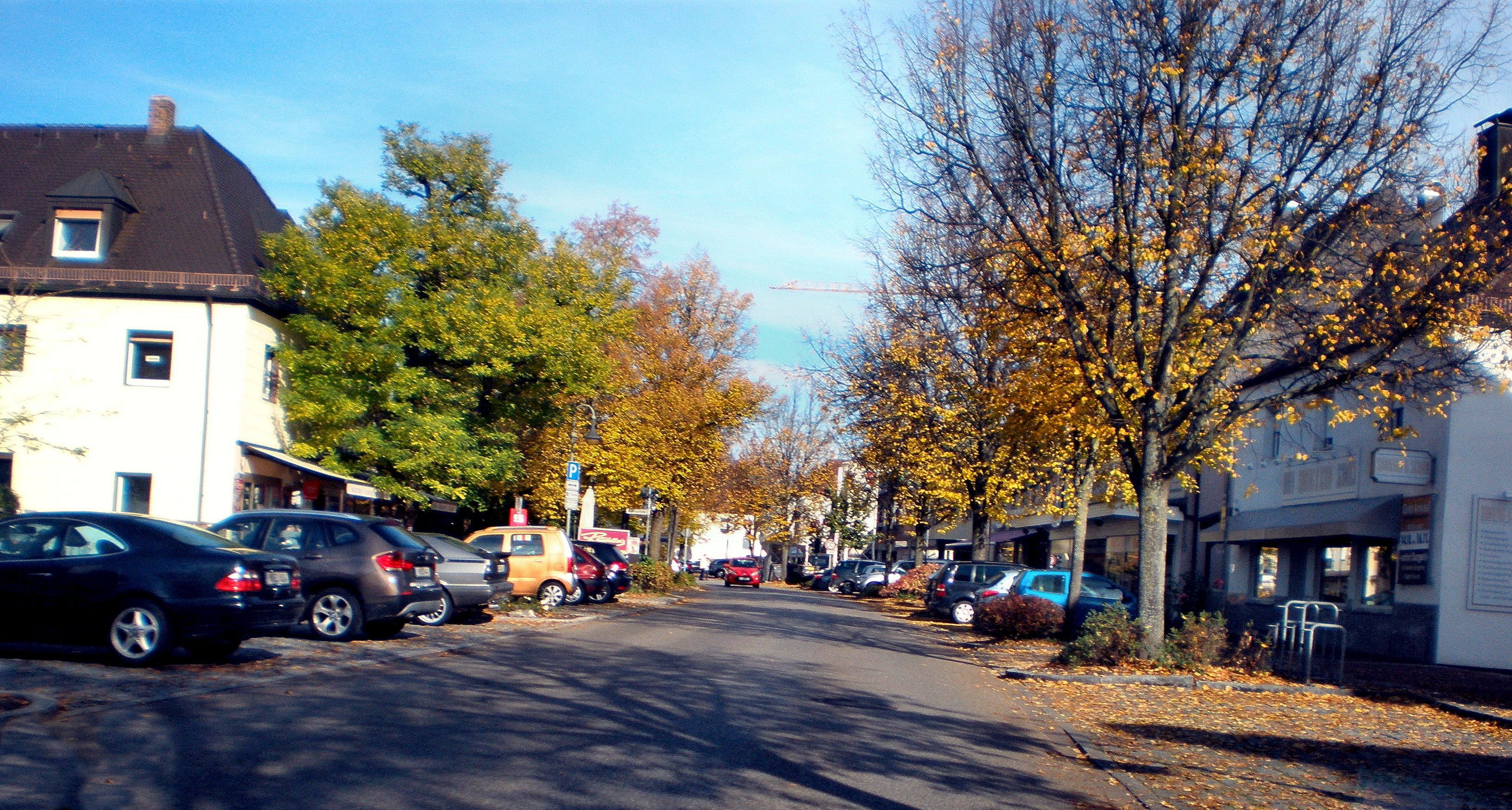
Lohhof, La Bezirksstraße inférieure.

- Unterschleißheim (nom de la ville et du quartier)
- Lohhof (fondé en 1929)
- Lohhof-Süd
- Riedmoos
- Inhauser Moos
- Hollern Ouest

## Population
À l'exception des années 1998, 2003 et 2006, la population n’a cessé d'augmenter à Unterschleißheim depuis 1995. Le nombre de 25 000 habitants a été dépassé en 1996. Fin 2008, on pouvait compter près de 2 500 habitants de plus que 13 ans auparavant. Le tableau suivant indique le nombre de résidents (avec la résidence principale à Unterschleißheim) depuis 1995,.
| Année            | Habitants |
| ---------------- | --------- |
| 31 décembre 1957 | 4 633     |
| 31 décembre 1960 | 5 346     |
| 31 décembre 1965 | 6 017     |
| 31 décembre 1970 | 7 553     |
| 31 décembre 1973 | 11 518    |
| 31 décembre 1978 | 14 871    |
| 31 décembre 1983 | 17 869    |
| 31 décembre 1995 | 24 894    |
| 31 décembre 1996 | 25 265    |
| 31 décembre 1997 | 25 299    |
| 31 décembre 1998 | 25 278    |
| 31 décembre 1999 | 25 354    |
| 31 décembre 2000 | 25 633    |

| Année            | Habitants |
| ---------------- | --------- |
| 31 décembre 2001 | 25 672    |
| 31 décembre 2002 | 25 915    |
| 31 décembre 2003 | 25 725    |
| 31 décembre 2004 | 25 777    |
| 31 décembre 2005 | 26 798    |
| 31 décembre 2006 | 26 046    |
| 31 décembre 2007 | 27 106    |
| 31 décembre 2008 | 27 217    |
| 31 décembre 2009 | 27 281    |
| 31 décembre 2010 | 27 260    |
| 31 décembre 2012 | 27 557    |
| 31 décembre 2015 | 28 697    |
| 31 décembre 2022 | 29 523    |

## Écoles

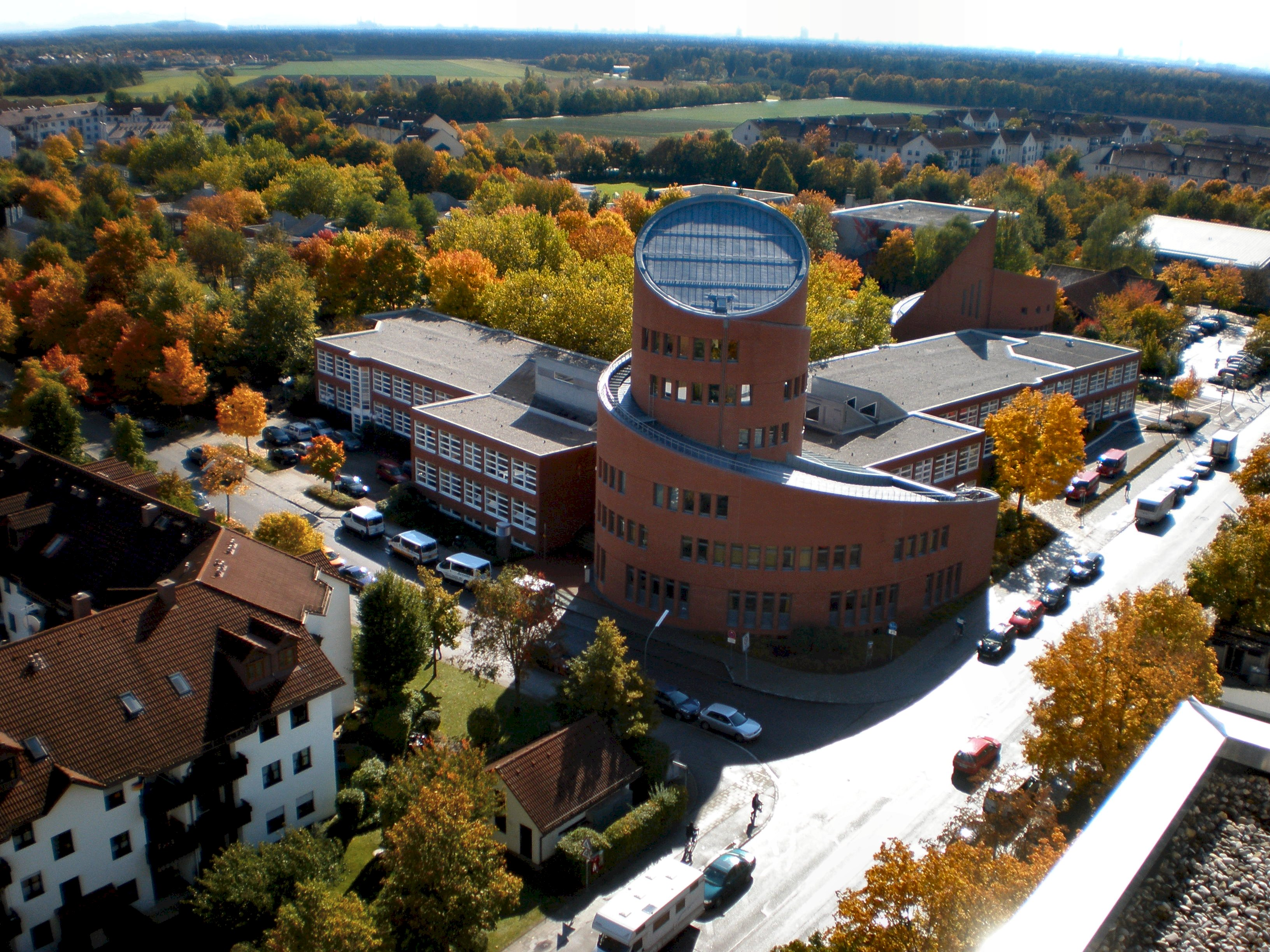
École Edith Stein.

En Unterschleißheim tous les types d'écoles sont représentés, de le Gymnasium Carl Orff et un lycée professionnel (Fach- und Berufsoberschule) à trois écoles primaires. 
En outre, sur le lieu sont aussi l’école centrale pour aveugles et malvoyants Edith Stein pour les sud de la Bavière, une école de Pédagogie Montessori et l’école pour éducation spécialisée Rupert Egenberger.
Pour les jeunes enfants il existe neuf crèches ainsi que de nombreux  écoles maternelles, dispersés sur tous les quartiers.

## Jumelages
- Le Cres (France)
- Lucka (Allemagne)
- Zengoalja Kistekseg (Hongrie)
- Zelenograd (Russie)
- Hangzhou (Chine)
- Long Island (États-Unis)